# ウミテング
ウミテング（海天狗、Eurypegasus draconis）は、トゲウオ目ウミテング科に属する海水魚の総称、あるいはその中の1種。かつてはウミテング目ウミテング科に分類されていた。

## 分布
千葉県以南の西太平洋からインド洋沿岸、及びオーストラリア東岸、西岸から南太平洋の浅海砂泥地帯に広く分布している。

## 特徴
体が上下に平たく、堅い骨板で覆われている。突き出した吻が長い鼻のように見えるため、天狗の名が与えられている。胸びれは大きく、翼のように水平に広がる。体は褐色や黄土色、灰白色などで、黒褐色の斑紋や網目状の模様がある。小形で全長10cm内外のものが多く、最大で15cmほど。形が変わっているので、乾燥させたものが飾り物として売られている。
かつてはその形状から、タツノオトシゴと同じヨウジウオに近い種類だと思われていたものの、全く別な種類としてそれは否定されていた。しかし最近では、遺伝解析などで近縁種に入れられている。
英語での “sea moth” や “little dragonfish” という名称は、鰭を閉じるとガが止まっているように見えることや、ゴツゴツした姿とタツノオトシゴのような口先に因む。

## 生態
普段はカレイやヒラメのように海底でじっとしていることが多く、地味な体色を近くの岩などの地形や砂地に合わせて保護色としている。見つけるのは難しいが、動きが遅いので容易に近寄れる。
餌は、小型の甲殻類やプランクトンに、ゴカイなどといった環形動物などである。

## 近似種
ほぼ同じ形態をした同属種Eurypegasus papilioが、ハワイ諸島沿岸域に固有種として生息している。日本近海には、細身なヤリテング (Pegasus volitans) や、ウミテングに似るが吻が短いテングノオトシゴ (Pegasus laternarius) がいるが、本種ほど個体数は多くない。

## 画像

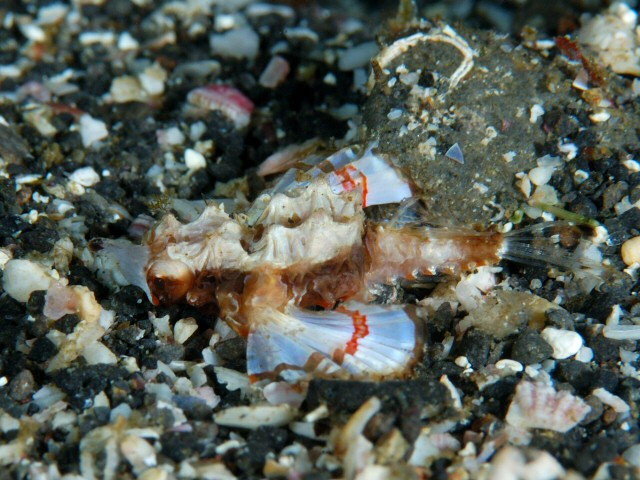
場所：伊豆
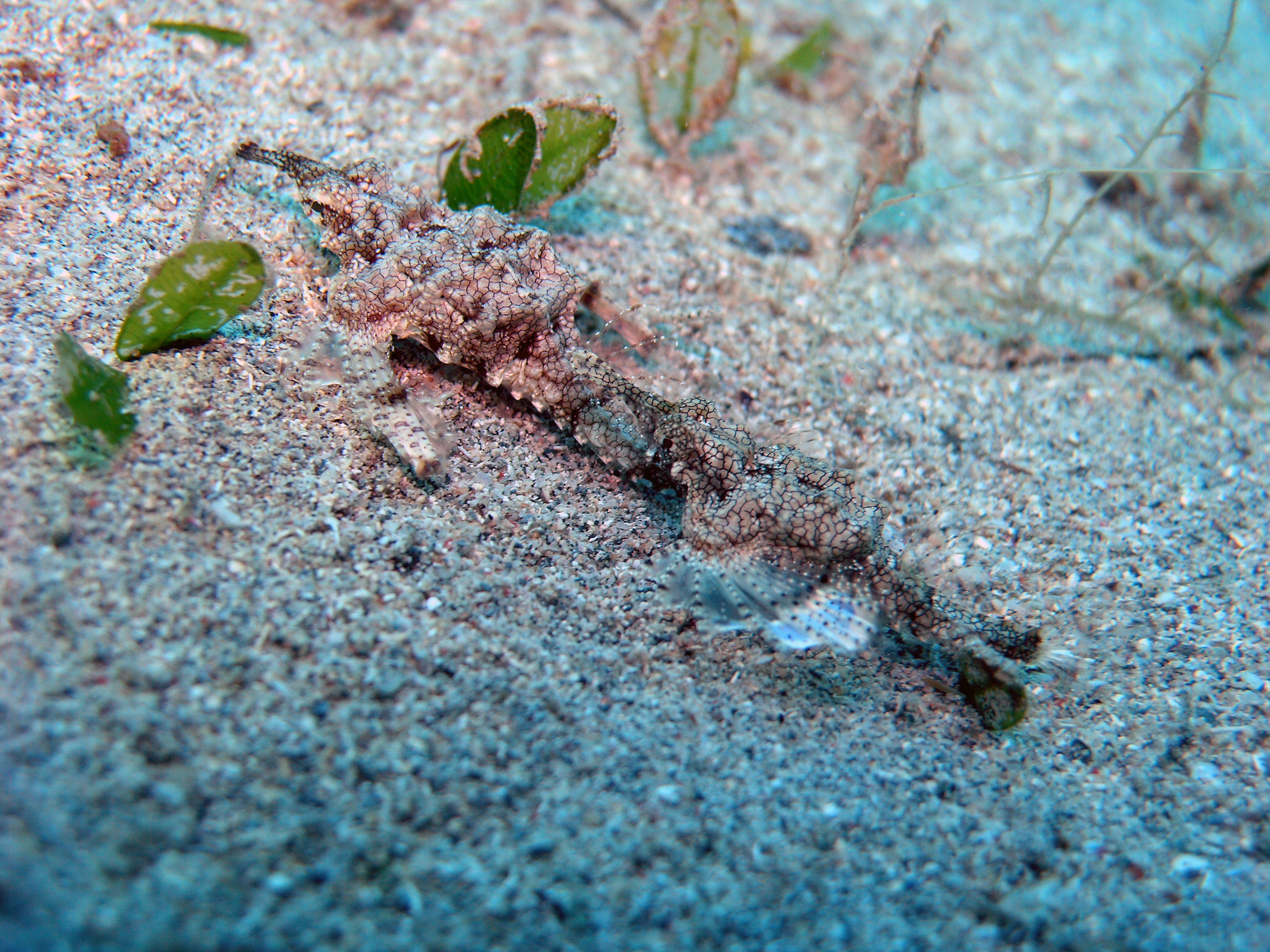
場所：インドネシア
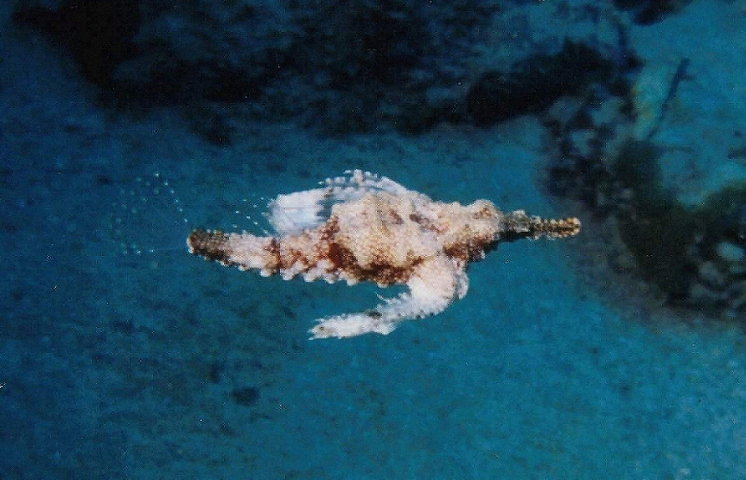
場所：モーリシャス